# Portrait d'homme en arme
Le Portrait d'un homme en arme est une peinture à l'huile sur toile (72 × 56,5 cm) du peintre vénitien Giorgione, datée de 1505-1510 environ. Elle est conservée au Kunsthistorisches Museum de Vienne.

## Histoire
L'œuvre se trouvait en 1528 dans les collections de Giovanni Antonio Venier. Il passe ensuite aux Priuli de Venise, puis à la collection Hamilton de 1638 à 1649. Finalement elle est retrouvée dans les collections de Léopold Guillaume d'Autriche, et à partir de là, a suivi le destin des collections des Habsbourg.

## Description
Sur un fond sombre, l'homme est représenté en demi-figure de profil, tourné vers la droite, le bras droit appuyé sur le parapet, un motif typique de l'art du portrait vénitien, dérivé des modèles flamands. Son bras gauche tient une hallebarde, et sur ses cheveux est posée une guirlande de feuilles de lierre. À droite de l'homme, en contraste, figure un personnage odieux, la peau sombre et avec une expression grotesque, aujourd'hui pas très lisible à cause du mauvais état de conservation de la toile. Dans cette figure on reconnaît l'influence des caricatures de Léonard de Vinci, de passage à Venise en mars 1500.